# На гострій грані
«На гострій грані» (англ. Running with Scissors) — американська комедійна драма 2006 року режисера Раяна Мерфі.

## Сюжет
1970-і роки. У 12-річного Огюстена батько безпробудно п'є, а мати пише вірші, намагається надрукувати свої твори і прославитися. Однак у неї це ніяк не виходить, через що вона поступово божеволіє. Через деякий час мати з батьком розлучаються, а Огюстен переїжджає жити в досить дивну сім'ю доктора Фінча, маминого психотерапевта.

## У ролях
- Аннетт Бенінг — Дердра Берроуз
- Браян Кокс — доктор Фінч
- Джозеф Файнс — Ніл Букмен
- Еван Рейчел Вуд — Наталі Фінч
- Алек Болдвін — Норман Берроуз
- Джилл Клейберг — Агнес Фінч
- Джозеф Крос — Огюстен Берроуз
- Гвінет Пелтроу — Хоуп Фінч
- Габріель Юніон — Дороті
- Патрік Вілсон — Майкл Шепард
- Крістін Ченовет — Ферн Стюарт
- Дагмара Домінчик — Сюзанна
- Омід Абтахі — менеджер ресторану

## Саундтрек
Саундтрек вийшов 26 вересня 2006 року, за місяць до прем'єри фільму.
| #   | Назва                       | Автор                        | Тривалість |
| --- | --------------------------- | ---------------------------- | ---------- |
| 1.  | «Pick Up the Pieces»        | Average White Band           | 4:00       |
| 2.  | «Blinded by the Light»      | Manfred Mann's Earth Band    | 7:06       |
| 3.  | «The Things We Do For Love» | 10cc                         | 3:31       |
| 4.  | «Mr. Blue»                  | Кетрін Фіні                  | 2:31       |
| 5.  | «One Less Bell to Answer»   | The 5th Dimension            | 3:29       |
| 6.  | «Quizás, Quizás, Quizás»    | Нет Кінг Коул                | 2:44       |
| 7.  | «Poetry Man»                | Фібі Сноу                    | 4:38       |
| 8.  | «Bennie and the Jets»       | Елтон Джон                   | 5:22       |
| 9.  | «Year of the Cat»           | Ел Стюарт                    | 6:37       |
| 10. | «O Tannenbaum»              | Vince Guaraldi Trio          | 5:04       |
| 11. | «A Great Ocean Liner»       | James S. Levine              | 1:17       |
| 12. | «Stardust»                  | Нет Кінг Коул                | 3:17       |
| 13. | «Teach Your Children»       | Crosby, Stills, Nash & Young | 2:55       |

## Нагороди та номінації
| Нагороди та номінації | Нагороди та номінації       | Нагороди та номінації                       | Нагороди та номінації | Нагороди та номінації |
| Рік                   | Нагорода                    | Категорія                                   | Номінант              | Підсумок              |
| --------------------- | --------------------------- | ------------------------------------------- | --------------------- | --------------------- |
| 2006                  | Satellite Award             | Найкраща чоловіча роль (комедія або мюзікл) | Джозеф Крос           | Перемога              |
| 2006                  | Satellite Award             | Найкраща жіноча роль (комедія або мюзікл)   | Аннетт Бенінг         | Номінація             |
| 2007                  | Кінопремія «Вибір критиків» | Найкращий молодий актор                     | Джозеф Крос           | Номінація             |
| 2007                  | GLAAD Media Awards          | Найкращий фільм                             |                       | Номінація             |
| 2007                  | Золотий глобус              | Найкраща жіноча роль (комедія або мюзікл)   | Аннетт Бенінг         | Номінація             |